# イース -フェルガナの誓い-
『イース -フェルガナの誓い-』（イース フェルガナのちかい、Ys -The Oath in Felghana-）とは、日本ファルコム製のアクションロールプレイングゲーム（ARPG）。2005年にMicrosoft Windows向けに発売。〈イースシリーズ〉第3作目である『ワンダラーズフロムイース （イースIII） 』 のリメイク作品。
1989年に横スクロールARPGとして発売された原作を、2003年に発売された『イースVI -ナピシュテムの匣-』 の3Dシステムを使って約16年振りにリメイクしており、ゲームシステム面での原作との共通性はほとんどない。ストーリーは大筋として原作を踏襲しているが、『VI』で確定された有翼人を前提とした世界設定へとファルコム自身によって大胆にアレンジされている。
他社によって携帯電話に移植されている他、ファルコム自身によってPlayStation Portable（PSP）へ移植された。
ファルコムより『イース・メモワール -フェルガナの誓い-』のタイトルで、2023年4月27日にはNintendo Switch版が、2024年5月23日にはPlayStation 4版・PlayStation 5版が発売された。

## ゲームシステム
3D化されたトップビューのARPGであり、剣を振ることによって攻撃を行い、ジャンプや方向キーとの組み合わせ方によって攻撃方法（剣の振り方）と威力が変わるなど、基本的には『VI』のシステムを継承しているが、『VI』に比べよりアクション要素が強くなっている。

### 難易度設定
初回版では、EASY・NORMAL・HARDの3種類から選ぶことができ、HARDをクリアすることにより高難易度のNIGHTMAREが追加される。また、公式サイトから配信されているパッチによってEASYより難易度が低いVERY EASY、NIGHTMAREより難易度が高いINFERNOが追加され（INFERNOはNIGHTMAREクリア後に出現）、計6種類の難易度が用意されている。なお、Vista対応版は当初よりパッチ適用済となっている（PSP版は難易度に関わらず1周目クリア後にINFERNOが出現する）。

### 『VI』と比較しての新システム
ダッシュ
あるアイテムを入手すると、通常より速く走ることができる。
二段ジャンプ
あるイベントをこなした後、空中でジャンプができるようになる。二段ジャンプがあることが前提となってダンジョンが作られているため、この操作に慣れなければ先に進めない。
リングアーツ
『VI』におけるエメラス剣の剣技、剣魔法に相当。火の属性「焔霊の腕輪」、風の属性「風霊の腕輪」、地の属性「地霊の腕輪」の三種類の腕輪を装備することによってそれぞれに対応した特殊攻撃リングアーツを発動できる様になる。（MPに相当するリングパワーを消費）また、リングアーツには攻撃以外の効果として、「火」には点灯、「風」にはジャンプ中の発動で飛距離の延長、「地」にば壁の破壊があり、ゲームを進める上での重要な要素となってくる。それぞれの腕輪に対応した宝石を手に入れることにより腕輪を強化できる。腕輪の変更にはボタンが当てられており、メニューを開かずに可能である。
コンボ
攻撃の連続ヒット数がコンボとしてカウントされ
- 敵から取得できる経験値の上昇
- アイテムを落とす確率の上昇
- 秘薬を落とす。

という三つのボーナスが得られる。
経験値の上昇はコンボ数が上がることにより上昇率も上昇する。一定時間効果がありコンボが一度途切れても上昇効果が残っている間にさらにコンボを発動することによって効果を継続できる。秘薬は「攻撃力上昇」「防御力上昇」「リングパワー回復量上昇」の三種類。こちらも効果は一定時間で消えるが、消える前に更に秘薬を取得することにより、上昇率を上げることができる。
ブーストモード
時間経過と共にたまっていくブレイブゲージが最大値に達すると発動可能。発動中は攻撃速度、防御力が上昇し、敵の攻撃を受けても仰け反らなくなる。また、10回まで連続攻撃できるようになる。
スタン
下突きで攻撃すると、一定確率で敵を気絶させることができる。二段ジャンプ習得後、二段目のジャンプから下突きをすると、スタンの確率が上がる。
回復
HPの回復手段は基本的にセーブポイント（道祖神）と敵が落とす回復アイテムのみ。回復アイテムは取った時点で効果が発揮され所持することができない。従って、回復したい時に回復ができるとは限らない。ACCESSORY「精霊の衣」を装備していると、立ち止まっていると徐々にHPが回復するようになる。また、レベルアップするとHPが全回復する。
リングパワーは何もしなくても回復する。
武器強化
『VI』の「エメル」にあたる「ラバール鉱」を集めることによって、武器屋で武器を精錬し鍛えることができる。『VI』では強化できたのはエメラス剣だけであったが本作では剣だけではなく、鎧・盾と全ての装備を強化できる。強化できる種類は増えたが、一つあたりの強化できる段階は2段階までとなっている。数値のみを見れば『VI』より上昇幅は低いが、強化後の能力は大きく向上している。
NotFall機能（EASY・VERY EASYのみ）
F1キーでNotFall機能をONにすると、ガケなどから落ちてもそのフロアの入り口からやり直すことができる。ただし、落ちた先での重要なアイテムを取り損ねたり、新しい場所に進めなくなるので基本的にはOFFにすることが推奨される。

## 登場人物

### メインキャラクター
担当声優はPSP版以降の配役。アドルはイース・メモワールのみ。
アドル・クリスティン
声 - 梶裕貴（イース・メモワール）
赤毛の冒険者。19歳。相棒のドギと共に旅を続けていたが、旅先で不吉な噂を聞いたことでフェルガナの地を訪れる。
ドギ
声 - 玄田哲章
アドルの相棒で、共に旅を続けている。25歳。フェルガナの不吉な噂を聞いたことで8年ぶりに故郷へ帰ることになる。
エレナ・ストダート
声 - 野中藍
レドモントの町に住む、ドギの幼馴染。17歳。相変わらず様々な場所に出没するが、『III』の時と比べるとヒロイン要素が強くなっている。
チェスター・ストダート
声 - 伊藤健太郎
エレナの兄で、ドギの幼馴染。『III』の時以上に復讐心が強くなっており、ドギに重傷を負わせたり、バレスタイン城を魔物が徘徊する場所に変えてしまうなど、見境いの無い行動を取る。

### レドモントの街
エドガー
声 - 徳山靖彦
レドモントの町長。
マーゴ
声 - 斉藤貴美子
宿屋の女将。ドギの恩人。
ジョエル
声 - 寺本勲
宿屋のウェイター。マーゴの甥。
ガードナー
声 - 田中一成
レドモントの門番。
ジャン＝ピエール
声 - 松野太紀
礼拝堂の神父。
シスター・ネル（デュラーン）
声 - 久川綾
礼拝堂のシスター。正体は魔道師のデュラーン。
デューイ
声 - 山本圭一郎
鉱夫頭。
リカルド
声 - 寺本勲
鉱夫。
ポール
声 - 平井啓二
鉱夫。
ボブ
声 - 松野太紀
見習い鉱夫。アイーダの孫。採石場で落盤事故にあい行方不明になっていたが、実はチェスターに捕らえられバレスタイン城の地下牢に閉じ込められていた。
ランドルフ
声 - 竹本英史
ガルマン出身の傭兵。1日中マーゴの宿屋で酒を飲んでいる。
アントニオ
声 - 寺本勲
ロムン商人。フェルガナにはラバール鉱の買い付けが目的で訪れている。
シンシア
声 - 斉木美帆
道具屋。
アドニス
声 - 竹本英史
鍛冶職人。
ロクス
声 - 平井啓二
デューイの父。
アーニャ
声 - 斉木美帆
デューイの娘。
ハロルド
声 - 山本圭一郎
交易商。
フィオナ
声 - 日比愛子
ハロルドの妻。
ヒューゴ
声 - 日比愛子
ハロルドとフィオナの息子。
アイーダ
声 - 臺奈津樹
ボブの祖母。

### エルダーム山脈
ベルハルト
声 - 掛川裕彦
ドギとチェスターの格闘術の師匠。

### バレスタイン城
マクガイア伯
声 - 大友龍三郎
バレスタイン城の城主。
エリザベータ
声 - 臺奈津樹
マクガイア伯の妻。
アリーセ
声 - 山口繭
マクガイア伯とエリザベータの長女。
クリストフ
声 - 遠藤智佳
マクガイア伯とエリザベータの長男。アリーセの弟。
アンドレ
声 - 田中一成
バレスタイン城の門衛。
フラン
声 - 山口繭
バレスタイン城のメイド。
ニコラス司教（ガーランド）
声 - 島田敏
バレスタイン城の礼拝堂でフェルガナ教区を統括している司教。3年前までレドモントの礼拝堂で神父を務めていた。

### その他
ガルバラン
声 - 銀河万丈
本作の最終ボス。古の魔王。勇者ジェノスに敗北し、肉体と力を四つの神器に封印されている。
ナレーション
声 - 銀河万丈

## 機種・パッケージによる違い

### Win版
初回限定版
全ての『フェルガナ』のベース。CDとDVDの2種のパッケージで発売された。同梱特典として過去の『イースIII』関連CDおよびプレアレンジバージョンCDの合わせて8枚をセットとした「P・R・E・M・I・U・M MUSIC CD BOX in FELGHANA」が付属。次作『ザナドゥ・ネクスト』からは初回版もDVDケースサイズでの販売となっており、本作が最後の大箱での発売となっている。
Vista対応版
価格を下げ、2007年3月29日にDVDのみで発売。Vistaに対応し、DVDケースサイズのスリムパッケージとなった。
Windows 8対応版
価格を下げ3,990円(税込)とし、2013年3月22日に発売された。。

### 携帯電話版
タイトーよりS!アプリ、FOMAのiアプリとして提供されている。基本的な内容はWindows版に準ずるが、若干の違いがある。以下はS!アプリとWindows版の相違点である。
- 難易度設定はない。それに伴い、Not Fall機能も削られている。
- コンボ、秘薬、ブーストモード、ダッシュが削除されている。また、下突きのスタン効果も削除されている。
- リングアーツは常に溜め打ち状態である。
- 方向キー入力時にその方向に攻撃が発生する。攻撃は簡単になるが、例えば移動中に方向転換しつつジャンプ、といった操作を行いたい時は注意が必要（攻撃のモーション中にはジャンプができない）。
- 一部のモンスターの外見や挙動が違う。省略されているモンスターも居る。
- 一部のイベントが削られている。
- 一部のアイテムが削除されている。
- 街のマップは自由に移動できるが、全画面表示であり、建物の入り口に入ると会話と選択肢のみとなる。それに伴い街でのイベントは会話、状況説明の文のみとなる。
- 一部のマップは削除、もしくは書き換えられている（例：バレスタイン城・西翼の地下フロアの溶岩は槍に変更）。
- バレスタイン城のボスモンスターのほとんどが削除され、代わりにザコモンスターが登場する。
- セーブはどこでも可能になり、道祖神は回復のみとなっている。
- アドルの装備ビジュアルが変更されない。
- 携帯電話を上に振ることでジャンプが可能となっている（モーションセンサー搭載機種のみ）。

### PSP版
ファルコム自身によって開発・販売が行なわれ、2010年4月22日に発売。2011年3月3日より『空の軌跡FC』、『零の軌跡』、『イース　7』と共に、無料体験版がダウンロード配信されている。
- 戦闘時のカットイン導入他、演出面の強化
- イベント完全フルボイス
- 『イースIII』PC-8801版、X68000版、Win版の3タイプのBGMから選択可能
- 設定イラストが見られるミュージアム機能の搭載
- NotFall機能が難易度に関わらず使用可能
- 2周目以降にクリアーデータを引き継げる
- Wブーストの追加

Wブースト
ブレイブゲージが200%までたまるようになっており100%以上ためることでブーストモードが、最大までためることでWブーストが発動できる。発動時に周囲の敵を弾き飛ばしてダメージを与え、発動中はブーストモードの効果に加えて自然にHPが回復するようになる。

### クラウドゲーム版
2013年10月24日より日本ファルコムより、ブロードメディアとGクラスタ・グローバルからG-cluster、NTTぷららからひかりTVゲームで提供された。

### イース・メモワール
日本ファルコムより2023年4月27日にSwitch版、2024年5月23日にPS4版およびPS5版が発売された。
- PSP版のボイスに加え、主人公・アドルにボイスを追加[7]。
- キャラクタービジュアルが新規に描き起こされた「リファインVer.」に変更されている。過去作の「クラシック Ver.」も選択可能[7]。
- グラフィックがHD画質となっており、BGMやSEも高音質になっている[7]。
- フィールド移動を1.5倍・2倍に変更できる「ハイスピードモード」を実装[7]。高所から落下してもダメージを受けない「Not Fall」機能など、初心者向けのサポート機能を実装[7]。

## 関連CD
- P・R・E・M・I・U・M MUSIC CD BOX in FELGHANA：初回特典。『プレアレンジ』以外は過去の『イースIII』関連CDの復刻版。
  1. イース -フェルガナの誓い-プレアレンジバージョン
  2. ミュージック・フロム・イースIII 〜ワンダラーズ・フロム・イース〜
  3. パーフェクトコレクション・イースIII-1
  4. パーフェクトコレクション・イースIII-2
  5. 交響詩ワンダラーズ・フロム・イース（FALCOM SPECIAL BOX'92より）
  6. ワンダラーズ・フロム・イース 〜スーパーアレンジバージョン〜
  7. イースIII J.D.K.スペシャル
  8. ベストセレクション・オブ・イースIII
- イース -フェルガナの誓い- オリジナルサウンドトラック (OST)
- イース -フェルガナの誓い- スーパーアレンジバージョン (SAV)
- パーフェクトコレクション イース-フェルガナの誓い-：OSTとSAVのセットパッケージ。
- イース-フェルガナの誓い-jdkスペシャル：PSP版の初回限定特典。
- イースドラマCD 異説 〜もう一つのフェルガナ冒険記〜：PSP版限定ドラマCD同梱版。
アドル、カーン（声 - 草尾毅）
ドギ、トーレス（声 - 玄田哲章）
エレナ、アナスターシャ（声 - 野中藍）
チェスター、ジェノス（声 - 伊藤健太郎）
シスター・ネル、イザベラ（声 - 久川綾）
ベルハルト（声 - 掛川裕彦）
マクガイア（声 - 大友龍三郎）
ニコラス、オリバー（声 - 島田敏）
エドガー（声 - 徳山靖彦）
マーゴ（声 - 斉藤貴美子）
ホフマン（声 - 坂熊孝彦）
ジェラルド（声 - 松村幸洋）
ナレーター、ガルバラン（声 - 銀河万丈）